# Veronica Herber
Veronica Herber   () és una artista neozelandesa que viu i treballa a Auckland que és coneguda per treballar amb paper washi.

## Trajectòria
Veronica Herber és llicenciada en arts visuals per la Universitat de Tecnologia d'Auckland. Va practicar inicialment la pintura abans de descobrir el paper washi com a mitjà d'expressió artística.
Ha exposat en diversos projectes d'escultura a gran escala tant a Nova Zelanda com a l'estranger. Des de 2013, participa a l'exposició biennal d'escultura a l'aire lliure Headland: Sculpture on the Gulf a l'illa de Waiheke, així com a l'exposició anual d'escultura a l'aire lliure Sculpture by the Sea a Sydney. El 2014, la instal·lació pública de Herber, Conversando con Puebla, a Puebla de Zaragoza, va cobrir tot un pati amb l'ús característic de l'artista del paper washi, i el 2016 va ser convidada a crear una instal·lació a l'estudi de serigrafia René Portocarrero, a l'Havana.